# Капанцян, Григорий Айвазович
Григо́рий Айва́зович Капанця́н (арм. Գրիգոր Այվազի Ղափանցյան, 17 февраля 1887 года, Аштарак — 3 мая 1957 года) — советский  историк, лингвист, академик Академии наук Армянской ССР.

## Биография
Окончил Санкт-Петербургский университет в 1913 году. После этого преподавал в средних учебных заведениях Армении. В 1920 году стал одним из преподавателей-учредителей Ереванского государственного университета, где с 1927 по 1957 годы заведовал кафедрой общего языкознания. В 1930 стал профессором, в 1943 году академиком Академии наук Армянской ССР.

## Научная деятельность
Основные труды посвящены сопоставительно-исторической лингвистике, изучению контактов армянского языка с другими языками Передней Азии. В 1947 году издал книгу «Хайаса — колыбель армян», которая легла в основу теорий армянского этногенеза. Гипотеза Капанцяна о «хайасском языке» как древнеармянском была поддержана Г. Джаукяном и В. Хачатряном, но была подвергнута критике И. М. Дьяконовым, который считал, что вопрос о языке Хайасы пока невозможно решить за недостаточностью данных. Лингвист Вячеслав Иванов в статье 1983 года утверждает, что новейшие открытия, касающиеся топонима и этнонима Haia в его соотношении с Armi и Azi, подтверждают правильность выводов Г. А. Капанцяна и ошибочность построений И. М. Дьяконова относительно происхождения антонима hay и других вопросов этногенеза армян.
Гипотеза Марра-Капанцяна о «двуприродном» (смешанном) характере армянского языка была отвергнута последующими исследователями.
Капанцян был одним из заметных оппонентов Нового учения о языке, за что во время последнего наступления марристов в 1949 году был уволен с работы; он выступил против марризма во время дискуссии 1950 года в газете «Правда».

## Память

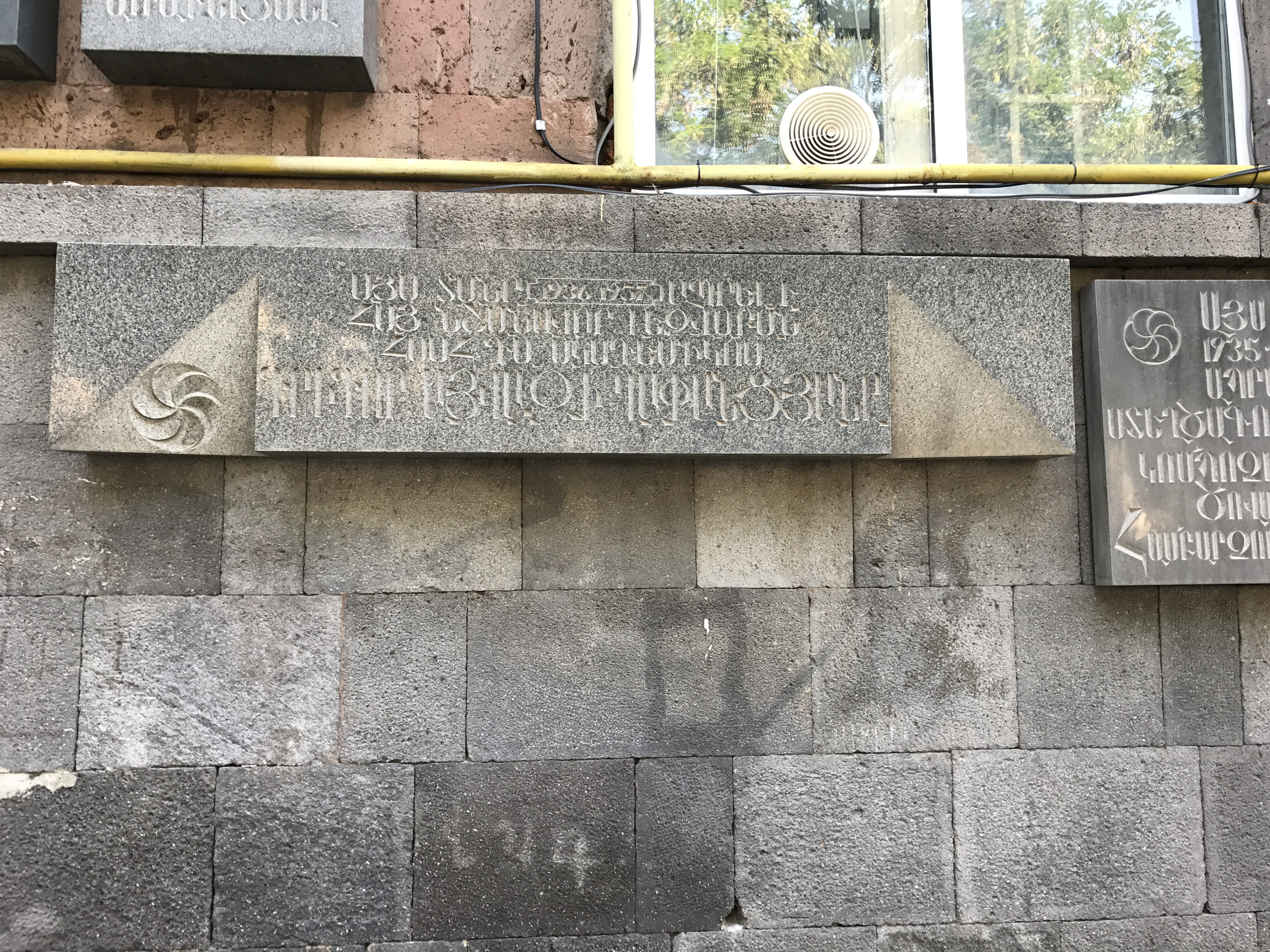
д. 32

Мемориальная доска на д. 32 по улице Абовяна в Ереване.